# Talp de dents petites
El talp de dents petites (Euroscaptor parvidens) és una espècie de mamífer de la família dels tàlpids. És endèmic del Vietnam i es troba amenaçat per la pèrdua d'hàbitat.